# Torcello

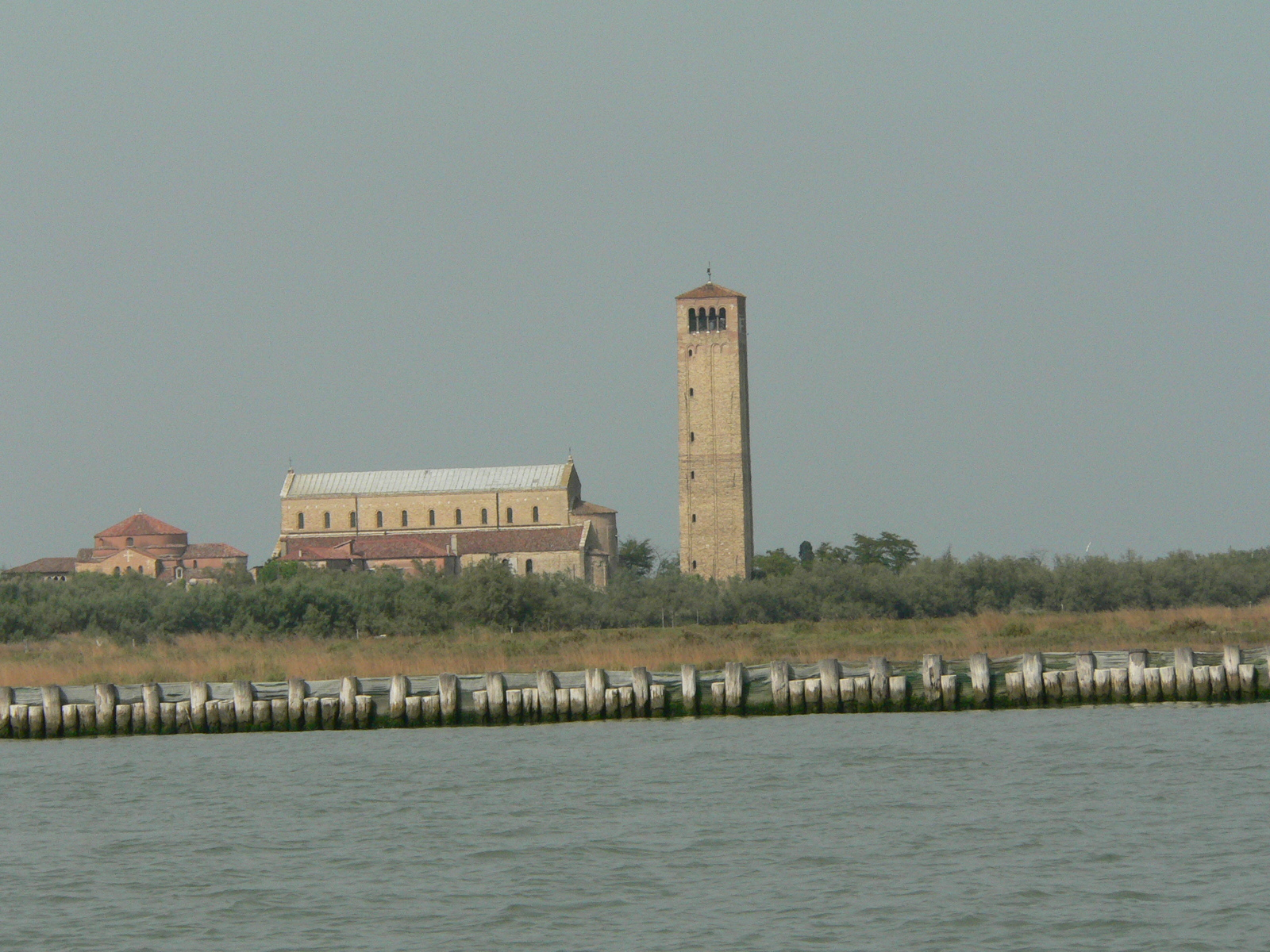
Torcello a lagúna felől

Torcello (velenceiül Torceło) a velencei lagúna északi részének egyik nyugalmas és mára szinte teljesen elnéptelenedett, 0,44 km² területű szigete, amelyik azonban az egész lagúna legrégebb óta folyamatosan lakott része. Egykor a Velencei Köztársaság legnépesebb települése és a Torcellói egyházmegye püspöki székvárosa volt.

## Története
Torcello környéke vélhetően már a római korban is lakott volt, legalábbis a tenger szintje alatt 2 méterrel megtalálták egy római villa alapjait. Ebből arra következtettek, hogy a szigeten már a Kr. u. 1. században is éltek. 

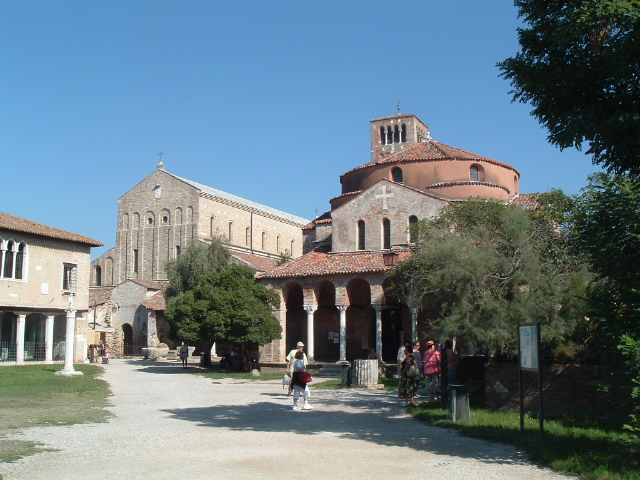
Az épségben megmaradt templomegyüttes

A Római Birodalom bukása után, 452-ben Attila hun seregei lerohanták Altinumot, és a város nagy részét több környező településsel együtt felégették. Az elmenekülő lakosság a lagúna szigetein talált menedéket, létrehozva a ma Velence részeit alkotó településeket. Altinumot 568-ban a lombardok hódították meg, uralmuk alatt felgyorsult a kivándorlás a lagúnába. Torcello a lagúna szigetei közül az elsők között népesült be a menekültekkel. Torcello neve „kis tornyot” jelent, és a legenda szerint arra a toronyra emlékeztet, amelyből kitekintve a csillagok megmutatták Altinum egyik püspökének a biztonságos helyre vezető utat.
638-ban Torcello lett Altinum püspökének hivatalos székhelye (és az is maradt egészen 1689-ig), végül 647-ben a katolikus egyházkerületet is áthelyezték Torcellóba. Altiunm lakói magukkal vitték Torcellóba Szent Heliodorusz relikviáit is, aki ma a sziget patrónusa. A Nyugat-Római Birodalom bukását követően Torcellót szoros kulturális és kereskedelmi szálak fűzték Konstantinápolyhoz, de a birodalom meglehetősen távoli részeként lényegében a keleti fővárostól függetlenül, önállóan működhetett.
Torcello, mint politikai és kereskedelmi központ jelentősége gyorsan nőtt. A 10. századra lakossága elérte vagy meghaladta a 10 000 főt (egyes források szerint 20 000 közelében lehetett), a korai lagúnaközösségek közül ez volt a legvirágzóbb és a legnépesebb, a sziget sokkal nagyobb és gazdagabb volt, mint Velence. A lagúna sós mocsarainak köszönhetően a sótermelés Torcello gazdasági életének alapjául szolgált, az abban az időszakban Bizánc által ellenőrzött kikötője a kelet-nyugati kereskedelem fontos központjává vált. A 12. században Torcello környékén a lagúna fokozatosan elmocsarasodott, ami a sziget virágkorának a végét jelentette. Hamarosan lehetetlenné vált a lagúnának ezen a részén a hajózás, a mocsár pedig a maláriát terjesztő szúnyogoknak adott otthont. A szigetet fokozatosan elhagyták a lakói, akik Muranóba, Buranóba vagy Velencébe települtek át, és mindazt magukkal vitték, ami építőanyagul szolgálhatott. Napjainkban csak mintegy 20 fő lakja a szigetet.

## Látnivalói

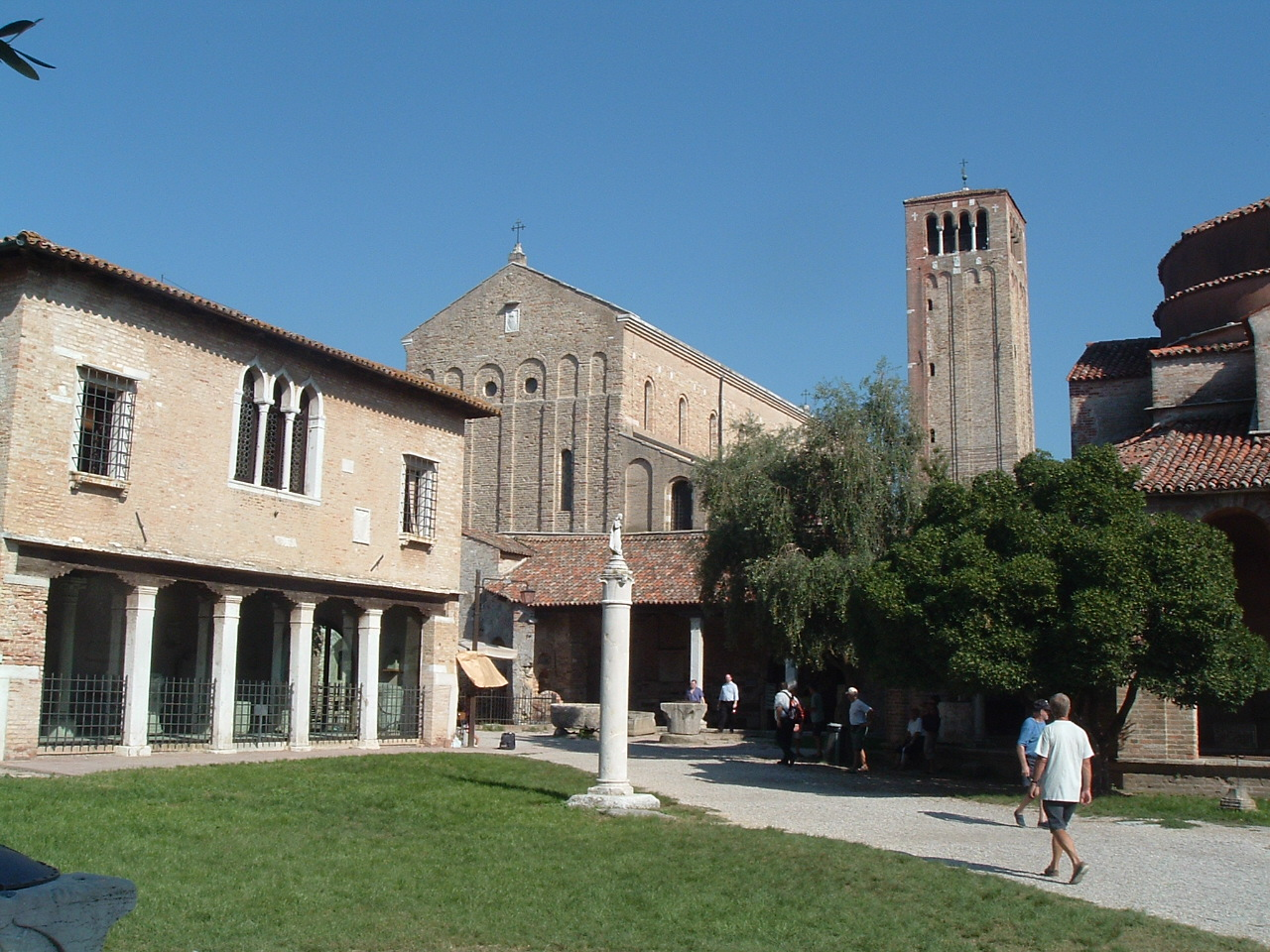
A Santa Maria Assunta-katedrális

Az egykor pompás Torcellóból mára kevés maradt fenn. Az egykori számos palota, a 12 plébániatemplom és 16 kolostor mára teljesen elpusztult és feledésbe merült, csak egy négy épületből álló együttes maradt fenn.
A Santa Maria Assunta-katedrális (Cattedrale di Santa Maria Assunta, Szűz Mária Mennybemenetele katedrális) a szigeten fennmaradt bazilika. A velencei–bizánci építészet figyelemreméltó alkotása, Veneto tartomány egyik legrégebbi szakrális épülete, jelenlegi formájában 1008-ban szentelték fel. Korabeli feljegyzések szerint Hérakleiosz bizánci császár uralkodása idején Izsák ravennai exarcha (egyházi helytartó) alapította 639-ben. A templomot 864-ben és 1004-ben restaurálták és jelentősen átalakították, mindamellett, máig őrzi a ravennai korai keresztény templomok jellegzetes vonásait.

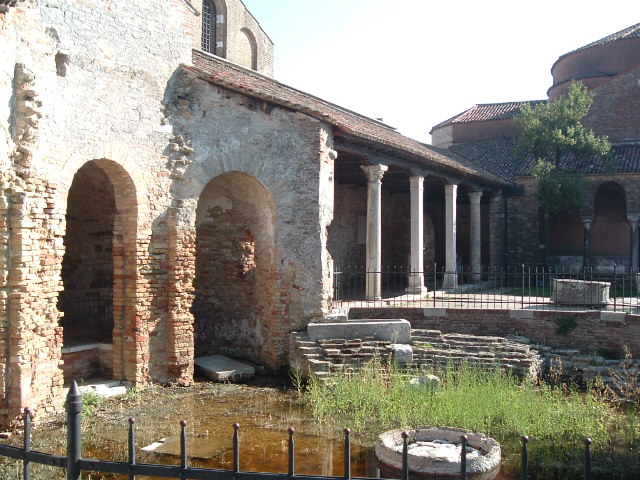
A 7. századi keresztelőkápolna maradványai

A homlokzat előtt oszlopos előcsarnokhoz (narthex) csatlakozott egykor a 7. századi, mára csak romokban fennmaradt keresztelőkápolna. A bazilika harangtornya a 11. században épült. Az épületegyütteshez eredetileg a püspöki palota is csatlakozott.
A templom homlokzatát 12 féloszlop díszíti, amelyeket fent ívek kötnek össze. A 11. századi oszlopos előcsarnokot a 13. században kibővítették. Közepén található az 1000-ben készült márvány kapu.
A főhajó és a két oldalhajó padlózatát márvány burkolat borítja, a három hajót 11. századi, bizánci oszlopfős görög márványoszlopok választják el egymástól. A templomban található Altinum püspökeinek trónusa, valamint Altinum első püspöke, Szent Heliodorusz síremléke. A bazilikában relikviaként őrzik Szent Cecília koponyáját.
A főhajó szentélyét 11. századi ikonosztáz választja el a főhajótól. Alsó részén bizánci eredetű, állatokat ábrázoló motívumokkal díszített márványtáblák állnak. Ezek fölött karcsú márványoszlopok tartják a Szűz Máriát és a tizenkét apostolt ábrázoló festménysorozatot, egy 15. századi velencei művész alkotását.
Jelentős a bizánci–ravennai iskolához tartozó művészek által alkotott mozaiksorozat, amelynek művészi értéke a velencei Szent Márk-bazilika mozaikjaival vetekszik. A szentély mozaikjai ugyancsak Szűz Máriát és a tizenkét apostolt ábrázolják, egy feltételezhetően legalább a 7. századig visszanyúló koncepció szerinti elrendezésben. A szentélyben található a templom 7. századi alapításáról tudósító felirat is.
Jelentősek a jobb oldali szentélykápolna mozaikjai is, amely ravennai mesterek alkotása a 12. század végéről és a 13. század elejéről. A mozaik az áldást osztó Krisztust ábrázolja Gábriel és Mihály arkangyalok között.
Különösen nagyszabású az utolsó ítéletet öt szintben bemutató, ugyancsak a 12. és 13. századból származó, a templom nyugati homlokzata belső oldalán kialakított, óriási méretű mozaik. Az alsó két szintet a 19. században azóta is erősen bírált módon restaurálták. A középkor szokásainak megfelelően az utolsó ítélet ábrázolása általában a templomok nyugati oldalára került, vagyis a napnyugta irányába. A keletre tájolt szentélyű templomokban a főbejáraton távozó hívek így az utolsó ítélet látványával hagyhatták el a templomot.
Figyelemreméltó továbbá a szentélyben látható, 15. századi, a Madonnát a Gyermekkel ábrázoló festmény.

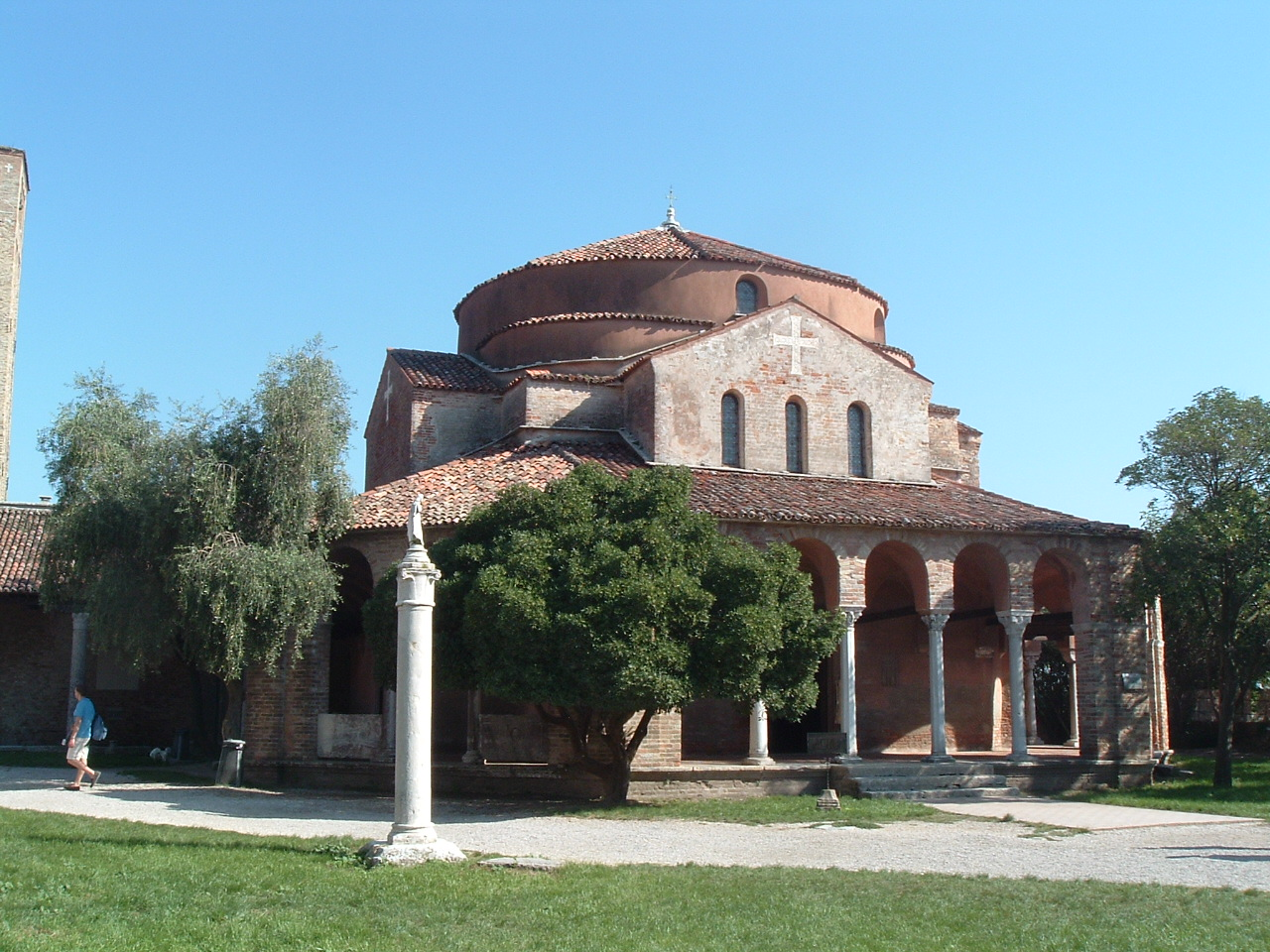
A Santa Fosca templom

A Santa Fosca templom (La Chiesa di Santa Fosca) a katedrális mellett álló, kisebb templom. A 11. és 12. században görög mesterek építették, vélhetően egy 7. századi templom alapjaira. A Santa Fosca a görög kereszt alaprajzú templomok szép, korai példája a lagúnában. A templom a ravennai mártír, Szent Fosca sírhelyéül szolgál, akinek a relikviáit 1011-ben a líbiai Sabrata oázisból hozták Torcellóba. A nyolcszögbe írt görög kereszt alakú templom nyolc külső fala közül öt mellett körbefutó árkádos oszlopcsarnok a 12. századból származik. A templom külső oldalát a szentély felőli részen karcsú kettősoszlopok és frízek díszítik. A Santa Foscát eredetileg kupolával akarták lefedni, minthogy azonban a kor több hasonló templomépítkezésénél a kupola építés közben beomlott, végül az építők a cseréppel fedett fakupola mellett döntöttek.
A francia megszállás idején a francia kormány elrendelte a Santa Fosca lerombolását, az utasítást azonban nem hajtották végre.

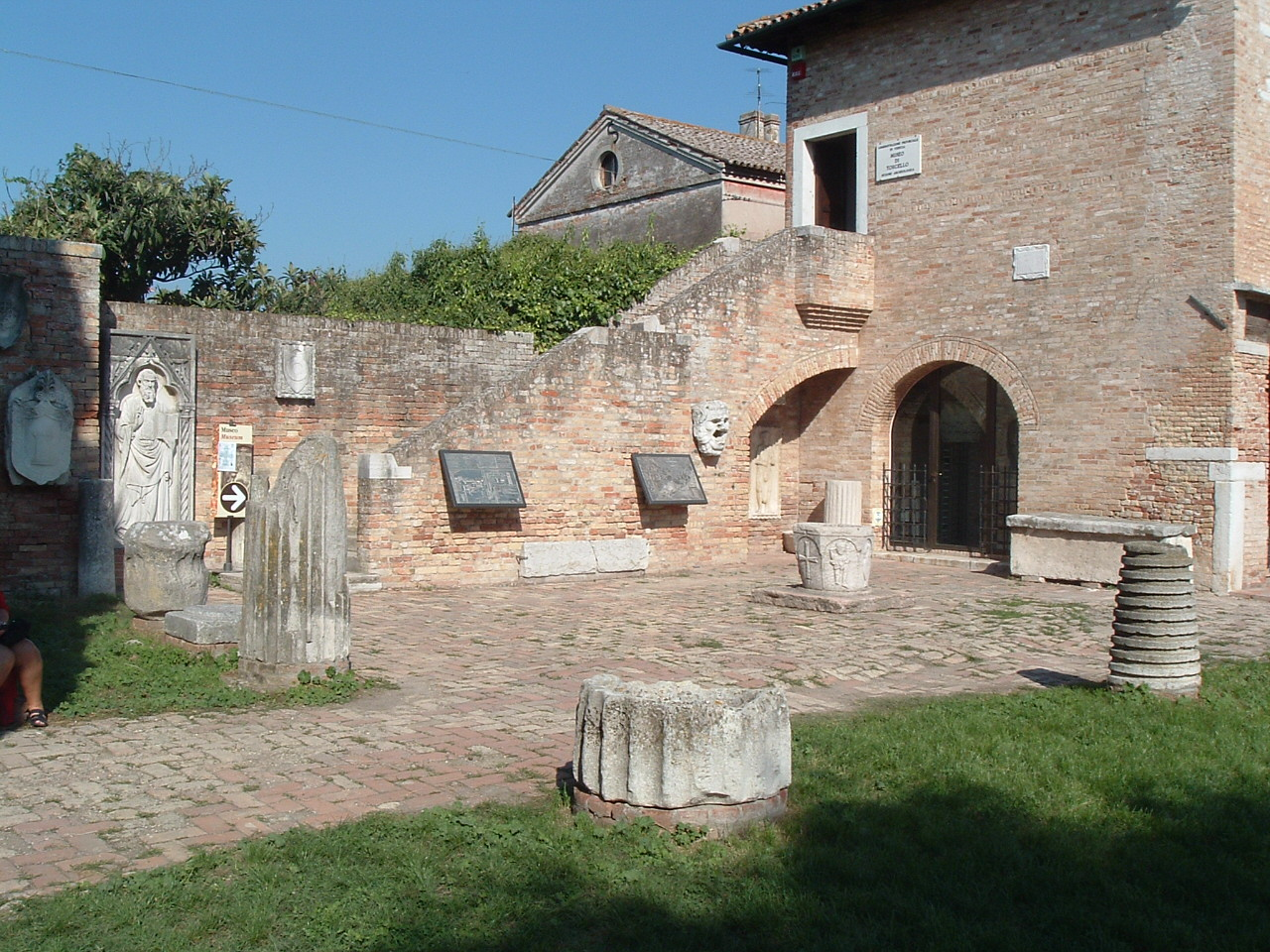
A Múzeum szabadtéri kőtára

A templomok közelében áll két, 14. századi palota (Palazzo dell'Archivio és Palazzo del Consiglio), amelyek egykor a városi tanács épületei voltak, ma a helytörténeti múzeumnak adnak otthont. A múzeumban altinumi és a lagúnából származó régészeti leletek és az egykori torcellói templomok műkincsei mellett a katedrálisból származó, 13. századi ezüst oltár is megtekinthető.
További, említésre érdemes látványosság az Attila trónjaként ismert kőszék, amelynek azonban vélhetően nincs köze a hun uralkodóhoz, valószínűleg a polgármester (podestá) ülőhelye vagy a püspök tónusa lehetett.
A sziget egyik folyója fölött ível át az Ördög-híd (Ponte del Diavolo vagy Pontecello del Diavolo), egy lapos ívű, oldalsó korlátok nélküli hidacska.

## Híres lakója
Valaha a sziget rajongója volt Ernest Hemingway, akit megigézett a sziget romló bája és elmélkedésre késztető légköre. 1948-ban a Locanda Cipriani híres vendégei egyikeként hosszabban időzött a szigeten, ott írta A folyón át a fák közé című regénye egyes fejezeteit.

## Közlekedése
A Velencétől mintegy 9 kilométer távolságban északkeletre fekvő sziget az ACTV velencei közlekedési vállalat járataival közelíthető meg. Az LN (Laguna Nord) vonalon Velence – Murano – Burano – Treporti útvonalon közlekedő hajókról Burano az átszállóhely a Torcello felé induló, néhány perc menetidejű ingajáratra. A fő látnivalók a hajóállomástól tíz perces sétára vannak.

## Külső hivatkozások
- http://www.olaszorszagiutak.com/velence/szigetek-torcello.php
- https://web.archive.org/web/20081003141758/http://www.venice-sights.co.uk/Isola_di_Torcello.htm
- https://web.archive.org/web/20080820065707/http://www.tours-italy.com/venice/torcello_island.htm
- http://www.locandacipriani.com